# 10729 Tsvetkova
10729 Tsvetkova è un asteroide della fascia principale. Scoperto nel 1987, presenta un'orbita caratterizzata da un semiasse maggiore pari a 2,6342840 UA e da un'eccentricità di 0,2133946, inclinata di 8,73562° rispetto all'eclittica.